# Antonino Varvaro
Antonino 'Nino' Varvaro (Partinico, 25 ottobre 1892 – Palermo, 9 agosto 1972) è stato un politico italiano.

## Biografia
Laureato in giurisprudenza ed avvocato, fu tra i fondatori del Movimento per l'Indipendenza della Sicilia, in cui rappresentava, insieme ad Antonio Canepa l'area più a sinistra, vicina alle aspirazioni dei contadini siciliani e, per molti aspetti, ideologicamente filo-comunista. Fu eletto nel giugno 1946 deputato all'Assemblea Costituente col MIS
Dello stesso MIS fu Segretario generale, fino alla sua espulsione nel febbraio 1947 perché in contrasto con il leader Andrea Finocchiaro Aprile.
Successivamente fonderà il Movimento Indipendentista Democratico Repubblicano con cui si candida alle prime elezioni regionali in Sicilia dell'aprile 1947, ma non otterrà alcun seggio. Aderirà quindi al Partito Comunista Italiano.
È stato componente del Consiglio Mondiale dei partigiani per la pace.
Sarà eletto nel 1951 deputato all'Assemblea Regionale Siciliana nel collegio di Catania col Blocco del Popolo nella II legislatura, e poi rieletto in quello di Palermo dal 1955 per la III, IV e V legislatura, con il PCI fino al 1968..